# Kjongbokkung állomás
Kjongbokkung (Gyeongbokgung) állomás a szöuli metró 3-as vonalának állomása Szöul Csongno-ku (Jongno-gu) kerületében. Nevét a közeli Kjongbok (Gyeongbok) palotáról kapta. Nincs messze tőle a Kék Ház, valamint a Szöuli Rendőrfőkapitányság sem. Az állomást különféle korokat képviselő relikviák és a koreai történelmet ábrázoló domborműves fal díszíti.

## Viszonylatok
| 3-as vonal                                  | 3-as vonal | 3-as vonal              |
| ------------------------------------------- | ---------- | ----------------------- |
| Tongnimmun (Dongnimmun) Tehva (Daehwa) felé | fő vonal   | Anguk Ogum (Ogeum) felé |